# Yohei Kurakawa
Yohei Kurakawa (født 10. august 1977) er en japansk fodboldspiller.
Han har spillet for flere forskellige klubber i sin karriere, herunder Kashiwa Reysol og Roasso Kumamoto.